# (827) Wolfiana
(827) Wolfiana – planetoida z grupy pasa głównego asteroid.

## Odkrycie
Została odkryta 29 sierpnia 1916 roku w Obserwatorium Uniwersyteckim w Wiedniu przez Johanna Palisę. Nazwa pochodzi od niemieckiego astronoma Maxa Wolfa (1863-1932), odkrywcy 248 asteroid. Przed nadaniem nazwy planetoida nosiła oznaczenie tymczasowe (827) 1916 ZW.

## Orbita
(827) Wolfiana okrąża Słońce w ciągu 3 lat i 158 dni w średniej odległości 2,27 au. Planetoida należy do rodziny planetoidy Flora nazywanej też czasem rodziną Ariadne.